# Dogaranayakanahalli, Sidlaghatta
Dogaranayakanahalli là một làng thuộc tehsil Sidlaghatta, huyện Kolar, bang Karnataka, Ấn Độ.